# Lados
Lados (okzitanisch Ladòs) ist eine französische Gemeinde mit 178 Einwohnern (Stand: 1. Januar 2022) im Département Gironde in der Region Nouvelle-Aquitaine. Sie gehört zum Arrondissement Langon und zum Kanton Le Réolais et Les Bastides. Die Einwohner werden Ladossais genannt.

## Geographie
Lados liegt etwa 58 Kilometer südöstlich von Bordeaux. Umgeben wird Lados von den Nachbargemeinden Berthez im Norden, Aillas im Osten, Labescau im Südosten, Gans im Süden, Bazas im Westen und Südwesten sowie Brouqueyran im Westen und Nordwesten.

## Bevölkerungsentwicklung
| 1962                       | 1968 | 1975 | 1982 | 1990 | 1999 | 2006 | 2017 |
| -------------------------- | ---- | ---- | ---- | ---- | ---- | ---- | ---- |
| 146                        | 114  | 111  | 106  | 115  | 115  | 133  | 174  |
| Quellen: Cassini und INSEE |      |      |      |      |      |      |      |

## Sehenswürdigkeiten
- Kirche Saint-Martin aus dem 11./12. Jahrhundert, seit 1925 Monument historique

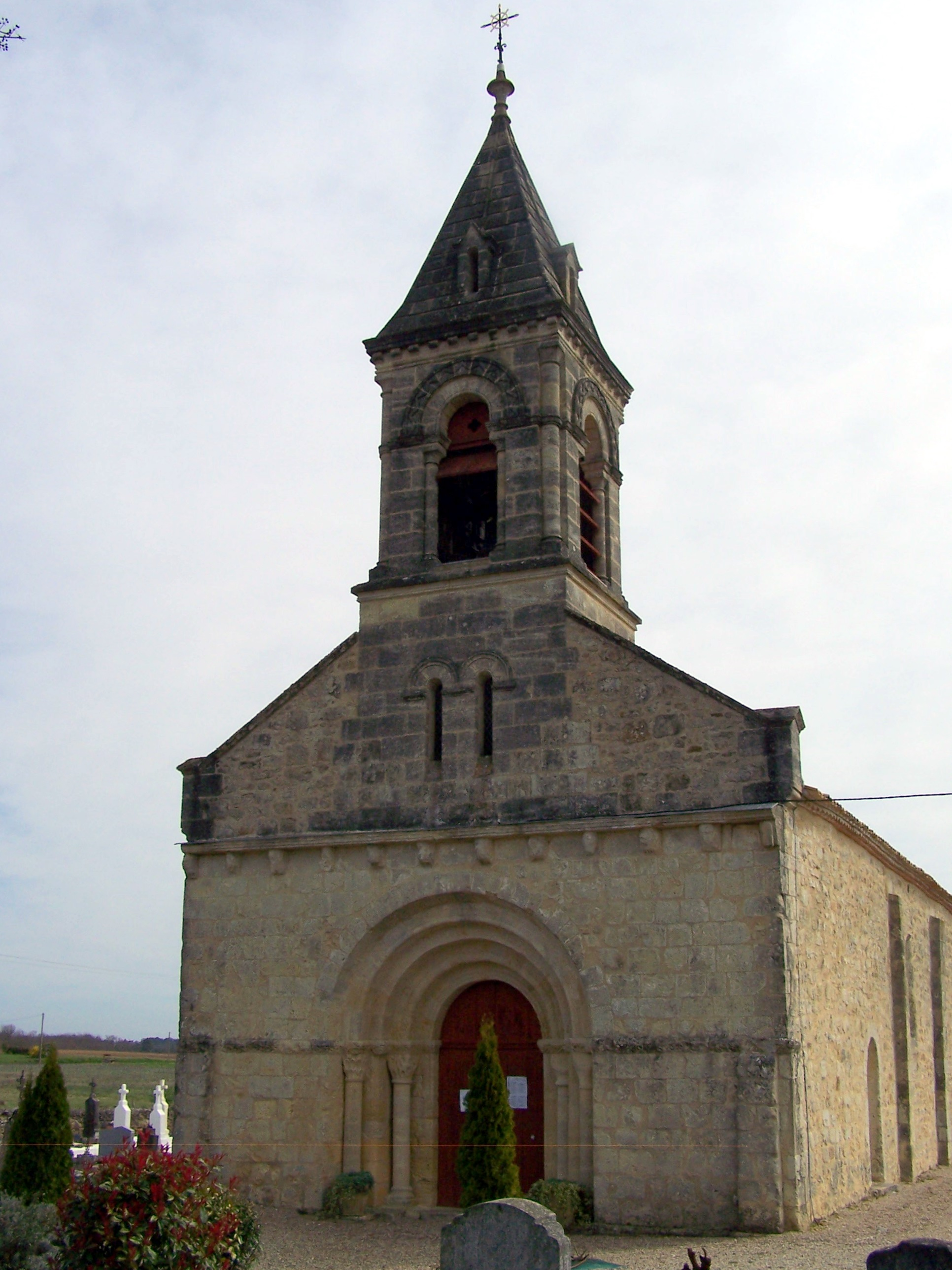
Kirche Saint-Martin